# Kanton Dourgne
Kanton Dourgne is een voormalig kanton van het Franse departement Tarn. Kanton Dourgne maakte deel uit van het arrondissement Castres en telde 8396 inwoners (1999). Het werd opgeheven bij decreet van 17 februari 2014 met uitwerking op 22 maart 2015.

## Gemeenten
Het kanton Dourgne omvatte de volgende gemeenten:
- Arfons
- Belleserre
- Cahuzac
- Dourgne (hoofdplaats)
- Durfort
- Garrevaques
- Lagardiolle
- Les Cammazes
- Massaguel
- Palleville
- Saint-Amancet
- Saint-Avit
- Sorèze
- Soual
- Verdalle